# مسجد باكلاران
مسجد باكلاران أو مسجد راجا سليمان الكبير هو مسجد سابق تم هدمه، كان يقع في بارانغاي باكلاران عند حدود مدينة باساي ومدينة بارناك في مترو مانيلا، في الرابع والعشرين من شهر سبتمبر من عام 2013 تم هدم مبنى المسجد من قبل حكومة بلدية باكلاران جنبا إلى جنب مع العديد من أكشاك التسوق نظرا لعدم وجود ملكية قانونية للأراضي، وذلك لتوسيع شوارع المدينة ومنع النشل والعنف في المنطقة، ويجري حاليا تشييد الضريح الوطني الدائم للأم المساعدة أو كنيسة باكلاران في مكان المسجد المهدوم، وذلك كجزء من خطة إعادة تطوير منطقة الضريح الذي يتوقع أن يكتمل في عام 2016، وهو العام الذي يصادف الذكرى العام 150 لتكليف البابا بيوس التاسع .

## خلفية عامة
مسجد مسجد باكلاران بني على الأراضي المستصلحة في شارع روكساس إلى الجنوب مباشرة من جادة إيبيفانيو دي لوس سانتوس ويطل على خليج مانيلا، ويعلو المسجد قبة بصلية الشكل، تحتوي غرفة وقاعة الصلاة على أربعة أعمدة رئيسية طويل القامة يبلغ ارتفاعها 25 قدم، الجدران لا تزال يظهر فيها حديد التسليح والحديد المكشوفة، والمسجد محاط بحي وأبنية عشوائية يسكن هذا الحي نحو 5,000 شخص، وفي أبريل من عام 2005 دمر حريق نشب في الحي العشوائية 170 منزلا وأسفر عن مقتل اثنين من الأطفال، وتعود ملكية مسجد باكلاران من قبل مركز مدينة باكلاران باراناك الإسلامي، وكان المسجد قد بني في عام 1994.

## هدم المنازل عام 2007
في شهر مارس من عام 2007 أمرت هيئة تطوير العاصمة مانيلا السكان حول المسجد إلى إخلاء أراضيهم، مشيرا إلى أن المنازل التي كانوا يعيشون فيها غير قانونية وسيتم هدم المنازل في شهر مايو، وعرضت هيئة تطوير العاصمة مانيلا على السكان 5,000 بيسو فلبيني كتعويض للانتقال إلى مواقع أخرى، وصرح روبرتو اسكيفل المتحدث باسم هيئة تطوير العاصمة مانيلا أن المسجد سيبقى على حاله مؤقتا، وبحلول يونيو ادعت سلطة الاستصلاح الفلبينية أن 121 أسرة من أصل 344 قد قبلت بمبلغ 30,000 بيسو فلبيني في التعويض في العودة إلى محافظاتهم، ومع ذلك نقلت بعض الصحف عن الأسر المتبقية تعهدها بخوض حرب مقدسة ضد محاولات هدم مناولهم، وأرسل مكتب الشؤون الإسلامية في سفارة المملكة العربية السعودية في مانيلا إلى الحكومة الفلبينية طلب الحصول على تأكيدات بأن المسجد لن تتأثر أو يهدم، وقد وعدت هيئة تطوير العاصمة مانيلا أن المسجد لن يهدم، وذكروا أن البحث جار لتحديد الموقع المناسب لنقل المسجد بدلا من ذلك.
زفي صباح يوم السابع من شهر يونيو حاصر فريق الهدم في هيئة تطوير العاصمة مانيلا بالإضافة لحوالي 50 شرطي مدينة باساي الموقع، وبدؤا التخطيط لبدء أعمال الهدم، ولجأ بعض السكان إلى المسجد وذهب آخرون إلى مواجهة فريق الهدم وألقوا الحجارة عليهم، مما أدى بالشرطة للرد عليهم بالهراوات، علاوة على ذلك قام بعض السكان باضرام النار في منازلهم، وتم الانتهاء من عمليات الهدم من قبل ظهر يوم السابع، وعليه ترك 800 شخص بلا مأوى، وبعض السكان طرد من دعوة الاسقف الكاثوليكي برودريك بابيلو للمساعدة في تقديم رسالة إلى الحكومة، بقي السكان المتضررين في المنطقة المجاورة للمسجد، وفي يوم السادس والعشرين من شهر يونيو تم منح مهلة لمدة 60 يوما من أجل إخلاء المنطقة، وفي النهاية قام السكان بإعادة بناء منازلهم على نفس الأرض، وفي يونيو من عام 2008 وبعد أمر من محكمة اقليم باراناك الابتدائية للسكان بإخلاء المنطقة.

## محاولة النقل عام 2009

### أمر النقل
في شهر مايو من عام 2009 أرسل الأمين التنفيذي في الفلبين ادواردو ارميتا مذكرة لسلطة الاستصلاح الفلبينية توجههم لاستصلاح الأراضي ونقل المسجد إلى موقع آخر على الطريق الساحلي، بحيث يمكن استخدام الأرض لبناء المركز المتعدد الوسائط للنقل العام في الجنوب الغربي من المنطقة، ومع ذلك ادعى السكان المحليون أن الأرض سوف تستخدم لتطوير الكازينوهات وبناء المساكن الراقية، وقام أوسكار في كروز مؤسس منظمة مكافحة القمار بيان يدعوا فيه للحملة الصليبية الشعبية ضد عملية الهدم، وفي الوقت نفسه تحدث رئيس أساقفة ينغايين داجوبان بالمعارضة لعملية الهدم، كما فعلت المنظمات غير الحكومية بالدعوة لوقف أمر العدم، وفي أوائل شهر أغسطس كتب المركز السويسري للمنظمات غير الحكومية لحقوق الإسكان والإخلاء بريد إلكتروني لرئيس الفلبين لوريا ماكاباغال أرويو لحثها على وقف عمليات الإخلاء، ثم قام فرع المحكمة الابتدائية في بارانك الإقليمي الفرع رقم 274 باصدار أمر تنفيذي فيما يتعلق بعقد تاسيس الشركة في الثالث عشر من شهر أغسطس من عام 2009، وهذا الأمر أمر المستوطنين والمسجد لإخلاء المنطقة سلميا، وحذر من أن المحكمة قد تستخدم القوة لتنفيذ النظام، وتم تسليم الأمر فقط قبل وقت قصير من بداية شهر رمضان من ذلك العام، مما أدي إلى مزيد من الذعر من قبل المسلمين، وفي سبتمبر قام كاهن كاثوليكي آخر هو الأب روبرت رييس بالتضامن مع السكان المسلمين من خلال الانضمام لهم في حياتهم في صيام شهر رمضان وأعرب عن معارضته لإعادة التوطين .

### اشتباك عنيف
في الثامن عشر من شهر نوفمبر من عام 2009 وقع اشتباك عنيف بين السكان المسلمين وشرطة باساي سيتي الذين كانوا يحاولون فرض النظام لهدم الأكواخ المحيطة بالمسجد، وتم هدم نحو 170 أكواخ دون وقوع حوادث، ولكن من بين ما يقرب من 300 من السكان الذين لجأوا في المسجد، وبدؤا برمي الحجارة على الشرطة، وردت الشرطة بإطلاق النار مما أسفر عن مقتل ثلاثة من السكان بينهم صبي يبلغ من العمر سبعة وإصابة سبعة آخرين، وقد أصيب تسعة من الشرطة جراء تنفيذ أمر الهدم، أدى الحادث إلى إدانة ضد الشرطة من قبل حزب اناك مينداناو، وفي تصريحات في وقت مبكر بعد الحادث ذكرت الشرطة أنه لا أحد قد مات في العملية، وبعد وقوع الحادث صرخت هيئة الاستصلاح الفلبينية وعمدة مدينة باساي ينسيسلاو ترينيداد مواصلت الدولة ومتابعتها لخطط نقل المسجد، وفي المدى القصير ذكروا أن المسجد سيبقى في مكانه وخطط مركز العبور تسعى إلى دمج المسجد في خطط البناء، موقع النقل المقترح قطعة رقم 1555 في بارانغاي تامبو، كما أوردوا أنه لا هدف من خلق نزاع بين الحكومة وأي أحد من الأفراد .

### الهدم 2013
في يوم الرابع والعشرين من شهر سبتمبر من عام 2013، تم هدم مبنى المسجد من قبل حكومة بلدية مدينة باكلاران نظرا لعدم وجود ملكية قانونية للأرض، ليحل محله مركز للتسوق، وكذلك حسب ادعاءات الحكومة أن العدم هو محاولة للحد من النشل المعروفة والعنف في المنطقة المجاورة، في الأسابيع الأولى من العدم أمر عمدة مدينة باكلاران باقفال الأكشاك الصغيرة المنتشره في المنطقة، وذلك حسب ادعاءات العمدة بظرا لتسببها بالازدحام في شوارع المدينة، وتم تعيين الأرض التي كانت سابقا تحوي المسجد ليتم تحويلها إلى جرس أو أجراس كنيسة باكلاران، كجزء من خطة إعادة التطوير والذي من المتوقع أن يتم الانتهاء منها في عام 2016 .